# Сурохув
Сурохув (пол. Surochów) — село гмины (волости) Ярослав Ярославского повята, Подкарпатское воеводство Польши.
В 1975—1998 гг. в составе Перемышльское воеводства. Село расположено на плодородной долине Надсанской низменности над р. Шкло в 5 км на северо-восток от г. Ярослав.
Население — 1019 человек (2013 год).

## История
По легенде, Сурохувым владел князь, у которого было большой табун коней, жена князя отличалась злобным характером. Название села, по-видимому, происходит от словосочетания суровый и разведение (скота, пол. chów).
Возникновение села тесно связано с осадничеством. С XIX века в селе действует одноименная железнодорожная станция.
В конце XIX века здесь проживало 1163 жителя, в том числе греко-католиков — 89,2 %, католиков — 8,6 %, иудеев — 2,2 %.

## Известные уроженцы
- Бадени, Казимир Феликс (1846—1909) — австро-венгерский государственный деятель. Министр-президент Цислейтании
- Бадени, Станислав Марцин (1850—1912) — польский и австро-венгерский общественный деятель, консервативный политик.
- Фредро, Александр (1793—1876) — классик польской литературы, комедиограф, поэт и мемуарист.
- Фредро, Ян (1784—1845) — польский поэт, критик, бригадный генерал.